# Campiglossa tessellata
Campiglossa tessellata är en tvåvingeart som först beskrevs av Friedrich Hermann Loew 1844.  Campiglossa tessellata ingår i släktet Campiglossa och familjen borrflugor. Inga underarter finns listade.